# Anthyllis vulneraria subsp. alpestris
Anthyllis vulneraria alpestris es una subespecie de la planta Anthyllis vulneraria de la familia Fabaceae

## Descripción
Planta cespitosa de hasta 40cm; tallos erectos o ascendentes, ramosos desde la base; hojas basilares a menudo unifolioladas;  glomérulos 30-35 mm de diámetro, solitarios; flores 15-18mm, con estandarte amarillo, rosa o purpúreo; cáliz 12-14 por 4,5-5,5 mm.
Distribución
Austria, Bulgaria, Checoslovaquia, Francia, Alemania, Grecia, Hungría, Italia, Polonia; Rumanía; España, Suiza, Ucrania, Yugoslavía.

## Taxonomía
Anthyllis vulneraria subsp. alpestris (Kit. ex Schult.) Asch. & Graebn., Synopsis der Mitteleuropäischen Flora 6(2): 626 (1908)

## Sinonimia
- Anthyllis alpestris (Schult.) Kit.
- Anthyllis alpicola Brugger
- Anthyllis valesiaca Beck
- Anthyllis vulneraria subsp. alpicola (Brügger) Gutermann
- Anthyllis vulneraria subsp. valesiaca (Beck) Guyot
- Anthyllis vulneraria var. alpestris Kit. ex Schult.